# Roberto Guerra
Roberto Guerra (né le 25 juillet 1973 à Florence en Toscane) est un acteur italien.

## Biographie
En février 2021, il fait son coming-out avec 185 acteurs et actrices lesbiennes, gays, bisexuels et transgenres allemandes lors d'une lettre ouverte demandant plus de diversité.

## Filmographie
Télévision
- 2002 : Sinan Toprak ist der Unbestechliche (série télévisée) : Bruno Nicoletti
- 2003 : Alles wird gut (téléfilm) : Osman
- 2004 : Last Minute
- 2006 : Freunde für immer - Das Leben ist rund (série télévisée) : Luca
- 2006 : Un sens à ma vie (téléfilm) : Marco Thalbach
- 2007 : Chicken mexicaine : Walter Platz
- 2007 : Le Destin de Bruno (série télévisée) : Roberto Donatelli et Giorgio Donatelli
- 2008 : Die Stein (série télévisée) : Guiseppe
- 2008 : Bonne journée, Marie : Werdenter Vater
- 2009 : Familie Dr. Kleist (série télévisée) : Enzo
- 2009 : Un homme plein de surprises (téléfilm) : Juan
- 2009-2011  : Pastewka (série télévisée) : Rico
- 2010 : Das zweite Wunder von Loch Ness (téléfilm) : Roberto
- 2011 : Lichtblau : Neues Leben in Mexiko (téléfilm) : Pepe